# Götabanken

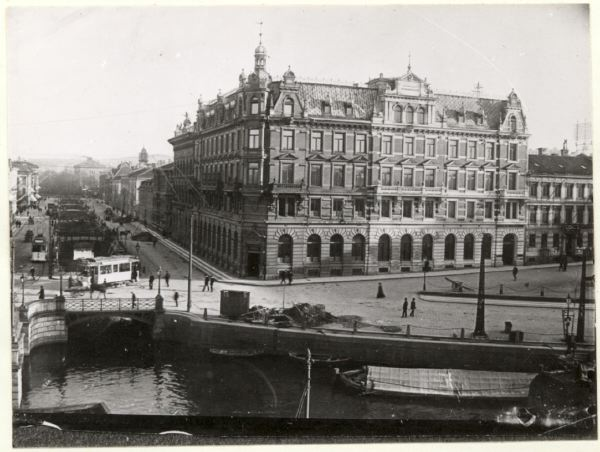
Göteborgs Enskilda Bank var från 1888 lokaliserad vid Västra Hamngatan 1 och Lilla Torget 6. Åren 1903–04 byggde man till vid Lilla Torget 5. Banken lämnade dessa lokaler 1974. Foto från 1904 i Göteborgs stadsmuseums bildsamling.

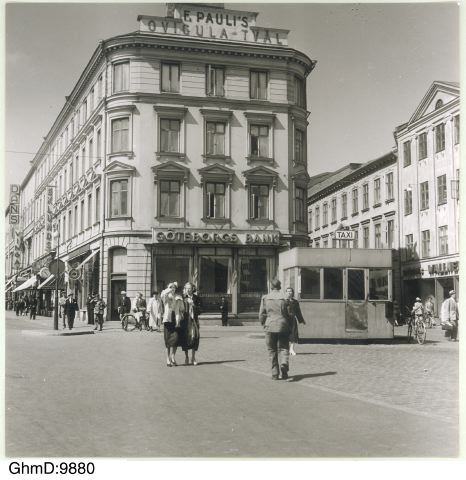
Under en period var dåvarande Göteborgs Bank även lokaliserad vid Kungstorget 8 i Göteborg. Foto av Eric Månsson från 1951 i Göteborgs stadsmuseums bildsamling.

Götabanken var en svensk affärsbank som bildades 1848 under namnet Götheborgs Privat-Bank. Namnet Götabanken tillkom 1972 efter att man köpt upp och gått samman med Smålandsbanken. Banken existerade till 1990 då den fusionerades med Skaraborgsbanken och Wermlandsbanken för att tillsammans bilda Gota Bank.

## Historik
Förberedelserna till en bank skedde under 1836, och i början av 1837 bildades ett bolag för stiftandet av en bank. Den 23 februari 1837 ingavs till regeringen en ansökan om oktroj, undertecknad av M.W. Rhedin, E. Colliander, C.F. Kjellberg, A.E. Hæger, F. Willerding, J. Norström och G.F. Henning. Grundfonden skulle uppgå till 750 000 kronor. Men bolaget hade oförsiktigt nog antagit regler för rörelsen, som väsentligt skilde sig från de mer vanliga. Särskilt gällde detta sedelutgivningen. De övriga bankerna hade ordnat det så att endast en mindre del av det tecknade kapitalet inbetalades. För återstoden deponerades särskilda värdehandlingar, såsom inteckningar och obligationer, vilka utgjorde säkerhet för sedelutgivningen. Enligt den tilltänkta Göteborgsbankens reglemente skulle dock hela kapitalet inbetalas. Utöver kassa och tillgodohavanden hos Riksbanken skulle sedlar ges ut till samma belopp som bankens mot realsäkerhet utlämnade lån; någon särskild säkerhet för dem hade man ej räknat med. Detta ansåg Kungl. Maj:t vara tveksamt, och i resolution av den 14 april 1837 blev bolagets ansökan avslagen, dels på grund av detta, dels eftersom kreditbehovet i Göteborg ansågs vara tillgodosett genom riksbankens "lånekontor" där.
Först på hösten 1846 kunde grundandet ske. Det förhållandevis stora kapitalet på tre miljoner kronor, varav 40 procent eller 1,2 miljoner skulle betalas in, blev snabbt fulltecknat, och det konstituerande sammanträdet kunde därefter hållas. Den störste delägaren, postdirektör And. Gjers med ett tecknat belopp på 150 000 kronor (det inbetalade utgjorde 40 procent därav eller 60 000 kronor), var visserligen ej köpman, och utgjorde därmed ett undantag.
Den näst störste tecknaren var C.F. Kjellberg med 90 000 kronor, därefter följde Wilhelm Röhss; Johan And. Falck; William Barkow och Morris Jacobson med 75 000 kronor och Isaac Leman med 60 000 kronor; J.A. Kjellberg med 45 500 kronor och Aron Kjellberg med 45 000 kronor. Vid sidan av släkten Kjellberg, var släkten Dickson starkast representerad med sex namn representerade (James Dickson, James J:son Dickson, James Dickson j:r, Robert Dickson, Robert Dickson j:r och Charles Dickson).
Det första sammanträdet hölls den 24 november 1846 i borgerskapets äldstes sessionsrum på Göteborgs rådhus, då valdes vissa kommitterade för att söka oktroj och vidta förberedande åtgärder. Dessa kommitterade blev rådman A.W. Björck (ordförande), postdirektören A. Gjers samt grosshandlarna Robert Dickson, C.F. Kjellberg, E. Magnus, Isaac Leman och William Barkow.
Av dessa ingavs 11 december en ny ansökan om oktroj - där behovet av en bank i Göteborg grundligt motiverades - som omgående godkändes, och den 12 januari 1847 utfärdades oktroj för den nya banken, vilken gällde för tio år från dess öppnande. Första banklokalen bestämdes till överdirektören S.A. Norlings hus, vid Drottninggatan 43-44, vilket köptes för 50 000 kronor. Under tiden som byggnaden renoverades, höll man till i en provisorisk lokal vid Västra Hamngatan 11. Först i april 1848 flyttade man in i det egna huset. Den första insättningen är daterad 1 februari 1848, och gjordes av firma Willerding & Co. med något över 7 000 kronor.
Till grundarna hörde Isac Leman, Lazarus Elias Magnus och hans son Eduard Magnus, samt bröderna Heyman Jacob Heyman och Salomon Jacob Heyman.

### Verksamhet och förvärv
År 1858 ändrades namnet till Göteborgs Enskilda Bank och 1903 ombildades banken till aktiebolag och tog namnet Göteborgs Bank. Man förvärvade bland annat Bohusläns enskilda bank och Halmstads enskilda bank (1905), Stockholms diskontobank (1917), Örebro läns bank (1921) och Kopparbergs enskilda bank (1922). Under år 1972 övertogs Smålandsbanken och namnet ändrades till Götabanken.
Under 1980-talets mitt framträdde investmentbolaget Proventus som storägare i Götabanken, som till dess haft ett spritt ägande. Proventus kom i ett första skede att använda banken för att omstrukturera den svenska bankmarknaden, som man såg som omodern med sin uppsplittring på ett stort antal regionala affärsbanker. I ett andra skede ville man överbrygga traditionella branschgränser i den finansiella sektorn, exempelvis mellan banker, försäkringsbolag och fondkommissionsbolag. År 1987 fördes Götabanken in i GotaGruppen AB, senare Gota AB, och banken namnändrades 1988 till Gotabanken. Under senare hälften av 1980-talet flyttades också bankens säte från Göteborg till Stockholm.
Under 1990 fusionerades Wermlandsbanken och Skaraborgsbanken med Gotabanken, som bytte namn till Gota Bank, och namnet Götabanken kom tillbaka för de kontor som kom från Gotabanken. Proventus sålde vid samma tid banken till SPP, som placerade ägandet i Trygg-Hansa SPP Holding.
Sedan Gota AB gått i konkurs förvärvade staten i december 1992 samtliga aktier i Gota Bank av Gota AB:s konkursbo. Efter en fusionsprocess införlivades den i Nordbanken i oktober 1994.